# آستافور
آستافور (به فرانسوی: Astaffort) یک کمون در فرانسه است که در canton of Astaffort واقع شده‌است. آستافور ۳۵٫۱۷ کیلومتر مربع مساحت دارد ۵۹ متر بالاتر از سطح دریا واقع شده‌است.